# Graphania lignana
Graphania lignana är en fjärilsart som beskrevs av Walker 1857. Graphania lignana ingår i släktet Graphania och familjen nattflyn. Inga underarter finns listade i Catalogue of Life.

## Bildgalleri

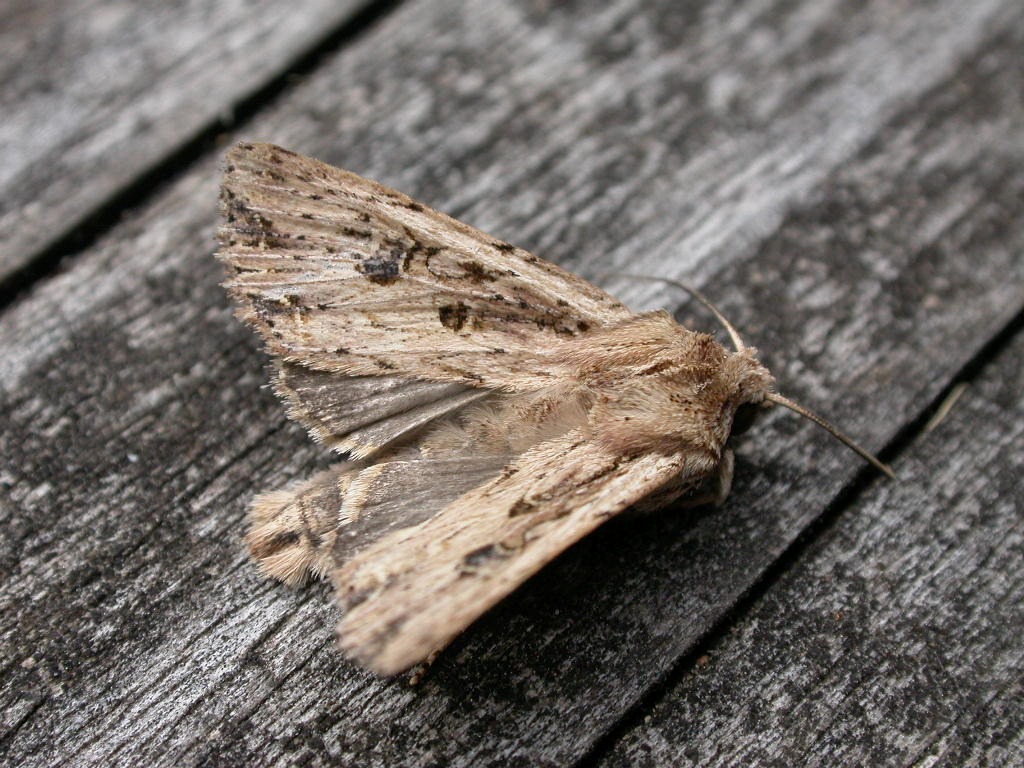